# Lubartów
Lubartówⓘ – miasto i gmina miejska w województwie lubelskim, siedziba powiatu lubartowskiego oraz gminy wiejskiej Lubartów, położone 26 km na północ od Lublina. 31 grudnia 2023 r. miasto o powierzchni 13,91 km2 zamieszkiwały 19 734 osoby. Lubartów leży na lewym brzegu rzeki  Wieprz, na Wysoczyźnie Lubartowskiej, zaliczanej do Niziny Południowopodlaskiej, która leży w pasie Nizin Środkowopolskich. Miejscowość jest położona w historycznej Małopolsce, w ziemi lubelskiej.
Lewartów został założony 29 maja 1543 przez Piotra Firleja na terenie wsi Łucka i Szczekarków. W kolejnych latach miasto stało się ważnym ośrodkiem kalwinizmu. Zostało zniszczone w czasie potopu szwedzkiego i przez kolejne stulecie funkcjonowało jak duża wieś. Paweł Karol Sanguszko odziedziczył Lewartów na początku XVIII wieku, podniósł go z upadku gospodarczego. Na jego prośbę król August III Sas 22 listopada 1744 potwierdził prawa miejskie, zmienił nazwę na Lubartów i nadał miastu herb. 

## Położenie
Lubartów administracyjnie należy do województwa lubelskiego i powiatu lubartowskiego, jest gminą miejską. Leży ok. 26 km na północ od Lublina. Miasto leży na Wysoczyźnie Lubartowskiej, zaliczanej do Niziny Południowopodlaskiej, będącej częścią Nizin Środkowopolskich. Jest położone w historycznej ziemi lubelskiej, zaliczanej do Małopolski. Wschodnią granicę administracyjną Lubartowa stanowi rzeka Wieprz, choć skraj zabudowy miejskiej znajduje się w odległości około 1 km od rzeki, jedynie w północnej części miasta znajduje się kilka budynków w pobliżu rzeki. Wysokość Lubartowa mieści się w przedziale 144–184 m n.p.m.
Sąsiaduje z miejscowościami: Chlewiska, Szczekarków, Lisów, Skrobów, Skrobów-Kolonia, Nowodwór, Annobór-Kolonia, Łucka i Łucka-Kolonia należącymi do gminy wiejskiej Lubartów i z wsią Serniki należącą do gminy Serniki. Na czwórstyku między Lubartowem, Chlewiskami, Pałecznicą i Szczekarkowem styka się jednym punktem z wsią Pałecznica należącą do gminy Niedźwiada.
Powierzchnia miasta wynosi 13,91 km², co stanowi około 1% powierzchni powiatu lubartowskiego. Według danych GUS z 2014 roku użytki rolne stanowią 55,3% terenów miasta, 0,4% zajmują lasy, a 1,5% nieużytki. 
Nie ma konsensusu w sprawie przynależności Lubartowa do aglomeracji lubelskiej. Miejscowość zaliczono do aglomeracji w planie zagospodarowania przestrzennego województwa z 2002 r., należy też do Lubelskiego Obszaru Metropolitalnego. Miasta nie zaliczyli do aglomeracji Paweł Swianiewicz i Urszula Klimska w pracy z 2005, a także Jan Parysek w książce z 2008.

## Przyroda
W latach 90. XX wieku ustalono, że florę synantropijną Lubartowa stanowi 538 gatunków i podgatunków roślin naczyniowych. 61,7 % z nich stanowią gatunki rodzime. Najwięcej z nich jest roślin łąkowych (107 gatunków) oraz leśnych i zaroślowych (137 gatunków). Stwierdzono też jeden apofit solniskowy. Zanotowano rośliny rzadko podawane dla Polski południowo-wschodniej. Rosły one głównie wzdłuż linii kolejowej Lublin – Łuków, jak również na wysypiskach śmieci w Jacku i przy szosie do Chlewisk. Pojedyncze stanowiska miały: komosa wielonasienna, łoboda ogrodowa, łoboda błyszcząca, łoboda szara, rdestowiec sachaliński, szarłat biały, szarłat siny, mak piaskowy, rukiewnik wschodni, lulek czarny, werbena pospolita, kroplik żółty, babka piaskowa, rzepień włoski, szparag lekarski, miłka drobna, mannica odstająca i stokłosa łuskowata.

## Historia

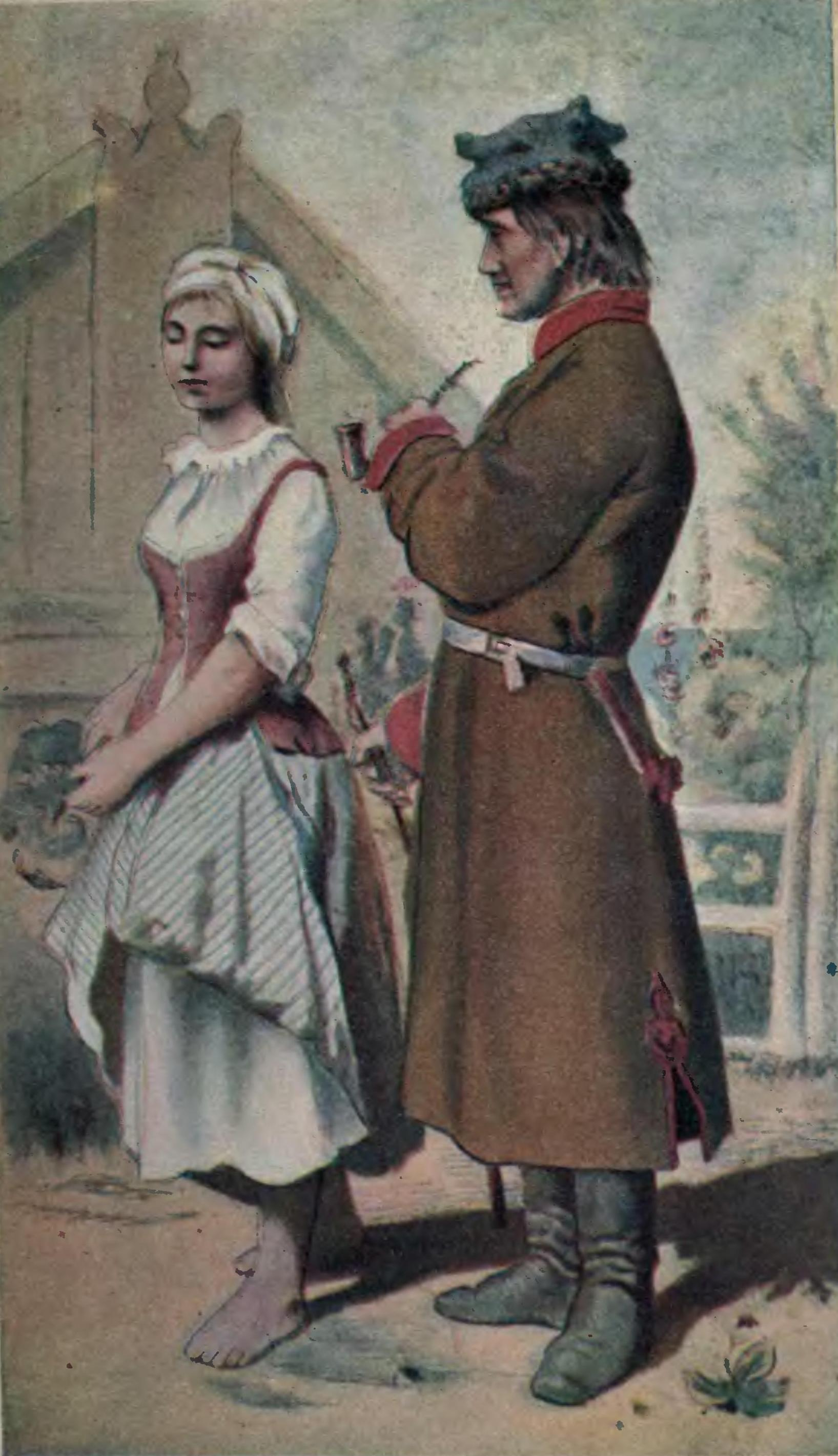
Włościanie spod Lubartowa w regionalnych strojach ludowych z książki Oskara Kolberga.

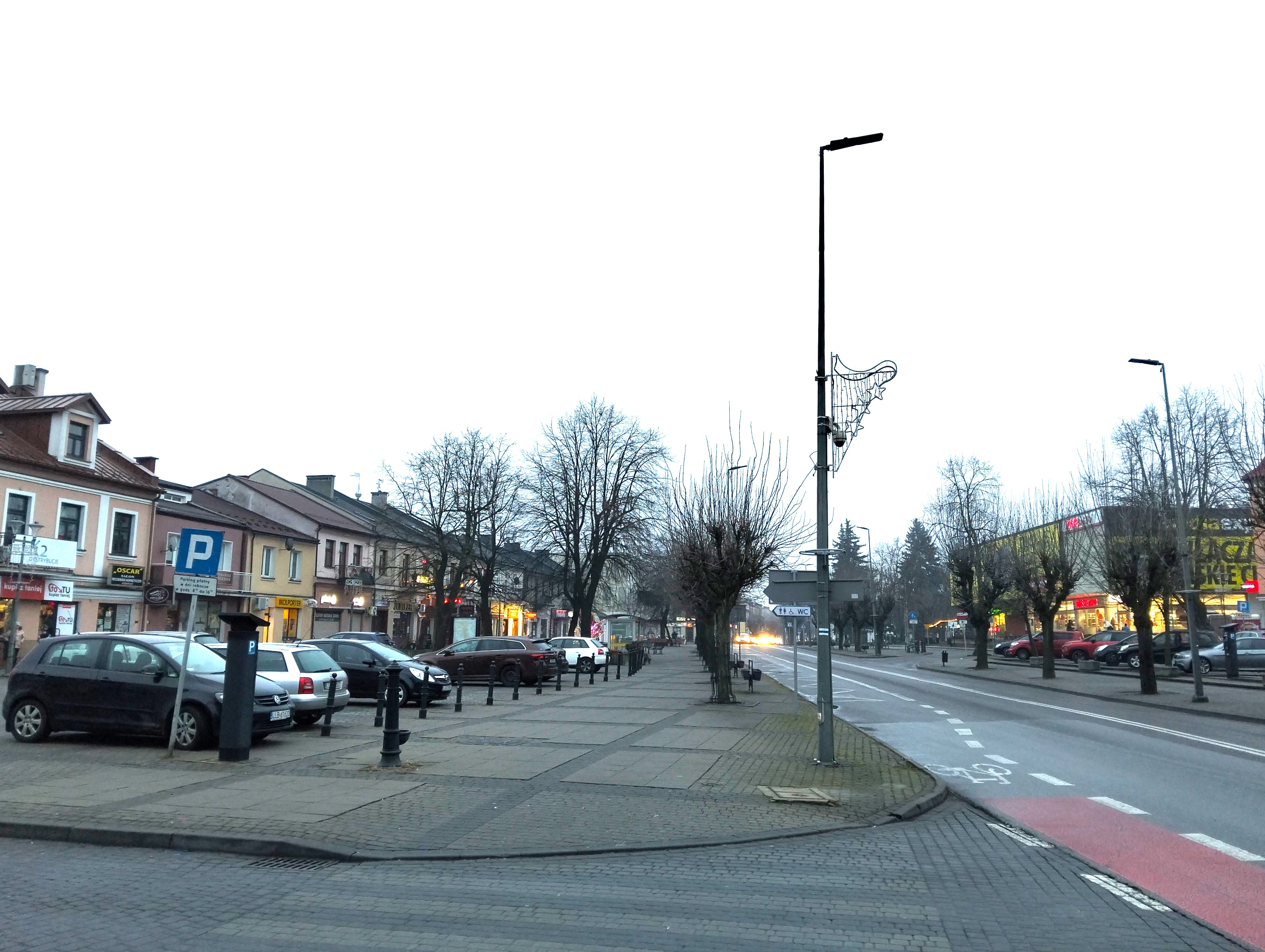
Rynek w Lubartowie

29 maja 1543 Zygmunt I Stary zezwolił Piotrowi Firlejowi na założenie miasta na gruncie wsi Szczekarkowa i Łucki, nazwanego od herbu Firlejów – Lewart, Lewartowem. Prywatne miasto szlacheckie Lewartów położone było w drugiej połowie XVI wieku w powiecie lubelskim w województwie lubelskim. W 1739 roku należał wraz z folwarkiem do klucza Lubartów Lubomirskich. W pobliżu Lewartowa stykały się granice Lubelszczyzny z Polesiem (ziemią brzeską) i Rusią Czerwoną (ziemią chełmską).
Za rządów Mikołaja, syna Piotra – kalwina i wodza innowierców małopolskich sprowadzono wysoko wykwalifikowanych rzemieślników z Francji, Niemiec i Holandii, jak również hodowców bydła, którzy znacząco przyczynili się do rozwoju miasta. Pod koniec XVI w. Lewartów był ośrodkiem ruchu reformacyjnego. Założone w mieście przez Mikołaja Kazimierskiego gimnazjum ariańskie zasłynęło w całej Rzeczypospolitej. Jego rektorem był Wojciech z Kalisza. W 1580 roku odbył się synod braci polskich.
Później miasto wielokrotnie zmieniało właścicieli. Na początku XVIII w. byli nimi Sanguszkowie, którzy przyczynili się do dalszego rozwoju miasta: przebudowali pałac, wybudowali dwa barokowe kościoły oraz kilka kamienic. Na prośbę Pawła Karola Sanguszki (rzekomo protoplastą jego rodu miał być Lubart, syn wielkiego księcia litewskiego – Giedymina) August III, przywilejem z 22 listopada 1744 roku wydał zgodę na zmianę nazwy miasta na Lubartów (nazwa używana jest do dzisiaj), nadał herb oraz odnowił prawa miejskie.
Gmina żydowska była już zorganizowana w XVI w. Posiadała dwa cmentarze (stary i nowy). W 1819 roku utworzono nowy kirkut, który ostatnio uporządkowano, a z pozostałych macew utworzono lapidarium. Z nagrobków można wywnioskować, iż gmina żydowska była zamożna. Drugi cmentarz pochodzącego z XVII w. nie zachował się.

### Okres zaborów
Po rozbiorach Polski Lubartów znalazł się pod zaborem austriackim, a od 1815 roku pod zaborem rosyjskim. W okresie powstania listopadowego w 1831 roku niedaleko Lubartowa miała miejsce bitwa. W okresie powstania styczniowego w 1863 roku niedaleko Lubartowa również została stoczona bitwa.
W XIX wieku kilkakrotnie wybuchały pożary (1831, 1838 i 1846). Dopiero w 1866 roku miasto uzyskało status miasta powiatowego. W 1912 roku działało tutaj siedem zakładów przemysłowych (cztery olejarnie, dwa młyny oraz browar). Wartość ich produkcji wynosiła ponad 65 tysięcy rubli.

### Okres II RP
W 1922 r. w mieście rozpoczęła działalność huta szkła.
W 1931 roku w czasie zajść chłopskich w Lubartowie zatrzymani przez policję byli bici gumami w stopy, mieli wbijane drzazgi za paznokcie, wyrywane włosy, a nawet byli wieszani głową w dół aby wlewać im wodę do nosa po zaklejeniu ust.

### II wojna światowa
Oddziały niemieckie zajęły miasto 19 września 1939. Podczas okupacji Lubartów należał do powiatu radzyńskiego, a od października 1941 lubelskiego w dystrykcie lubelskim Generalnego Gubernatorstwa. 
W 1939 r. Żydzi stanowili 42% mieszkańców miasta. Jesienią 1939 splądrowano i zburzono synagogę, kirkut i domy należące do Żydów. 4 stycznia 1940 powołano Judenrat, wiosną 1941 wytyczono getto. 9 i 10 kwietnia 1942 lubartowskich Żydów wywieziono do obozów zagłady w Sobiborze i w Bełżcu. W ciągu miesiąca do miasta sprowadzono Żydów ze Słowacji, których wymordowano 11 października. Po zagładzie przeprowadzonej tego dnia w miejscowości zostało kilkunastu Żydów, część z nich wywieziono do Łęcznej, resztę rozstrzelano 29 stycznia 1943 r. Po wyzwoleniu Lubartowa z kryjówek wyszło około 40 Żydów.
1 września 1943 roku oddział Gwardii Ludowej (dowódca – Ryszard Postowicz „Murzyn”) przeprowadził akcję likwidacyjną Konstantego Burki – dyrektora szpitala w Lubartowie, który współpracował z Gestapo. 22 lipca 1944 roku miasto zostało wyzwolone przez żołnierzy Armii Krajowej.
W wyparciu wojsk niemieckich, w 1944 roku formowała się tu 4 Brygada Saperów 2 Armii Wojska Polskiego (upamiętniała to tablica na ul. Poprzecznej).

### Okres powojenny
W Lubartowie działał do lat 90. XX w. oddział Zakładów Radiowych im. M. Kasprzaka w Warszawie, później Zakłady Wytwórcze Magnetofonów „Unitra-Lubartów”, znany z takich wyrobów jak RP-701, Wilga, Finezja, Condor.
W latach 1975–1998 miasto należało administracyjnie do ówczesnego województwa lubelskiego

## Demografia
31 grudnia 2023 roku Lubartów liczył 19 734 mieszkańców, w tym 9 290 mężczyzn i 10 444 kobiety. Gęstość zaludnienia wynosiła 1417,7 os./km2. W 2023 w mieście zameldowało się 300 osób, a wymeldowało się z niego 165. Odnotowano 125 urodzeń i 244 zgony, co oznacza przyrost naturalny -5,99 na 1000 mieszkańców.
Wykres liczby ludności Lubartowa (stan na 31 grudnia każdego roku):

## Symbole
Tarcza herbu Lubartowa jest podzielona na dwie części. W górnym, czerwonym polu znajduje się rycerz w błękitnej zbroi, z niebieską tarczą na lewym ramieniu. Na tarczy znajduje się złoty krzyż lotaryński. Rycerz trzyma srebrny miecz w prawej ręce. Siedzi na srebrnym koniu, którego czaprak, ogłowie i popręgi są błękitne. Dolne, błękitne pole jest symetryczne. Przedstawia dwa srebrne lamparty skaczące na zielone drzewo. Herb został nadany przez króla Augusta III Sasa na prośbę właściciela miasta, Pawła Karola Sanguszki 22 listopada 1744 r. Wygląd herbu określa uchwała Rady Miasta Lubartów Nr XII/188/04 z dnia 27 sierpnia 2004 r. w sprawie herbu miasta Lubartów.
Barwy miasta to czerwony i niebieski ułożone w dwóch poziomych, równoległych pasach o równej szerokości, gdzie górny jest czerwony. W pionowym układzie czerwony jest lewy pas. Barwy miejskie stanowią składniki flagi, która jest prostokątnym płatem tkaniny o umieszczonym na maszcie. Stosunek szerokości flagi do jej długości wynosi 5:8. Barwy i flagę Lubartowa określa uchwała Rady Miasta Lubartów Nr XII/188/04 z dnia 27 sierpnia 2004 r. w sprawie barw miasta Lubartów.
Pieśnią miasta jest utwór O Ziemio Lubartowska skomponowany przez Stanisława Latka. Pieśń miasta oficjalnie zatwierdzono uchwałą Rady Miasta Lubartów Nr XXI/134/96. Melodia utworu jest hejnałem miejskim, granym codziennie z ratusza i wież Bazyliki św. Anny.

## Polityka
Lubartów jest gminą miejską. W skład rady miasta wchodzi 21 radnych. Miasto jest podzielone na cztery okręgi wyborcze w wyborach do rady. Przewodniczącym IX kadencji rady miasta jest Tomasz Krówczyński, a wiceprzewodniczącymi Krystyna Jeziorska i Anna Kuszner. Od 2018 roku funkcję burmistrza miasta pełni Krzysztof Paśnik. W Lubartowie działa też Młodzieżowa Rada Miasta i Rada Seniorów. Miejscowość jest siedzibą powiatu lubartowskiego i gminy wiejskiej Lubartów.

### Współpraca międzynarodowa
Lista miast partnerskich Lubartowa:
- Hajdúdorog (2003)
- Rosienie (2003)
- Sławuta (2016)

## Transport

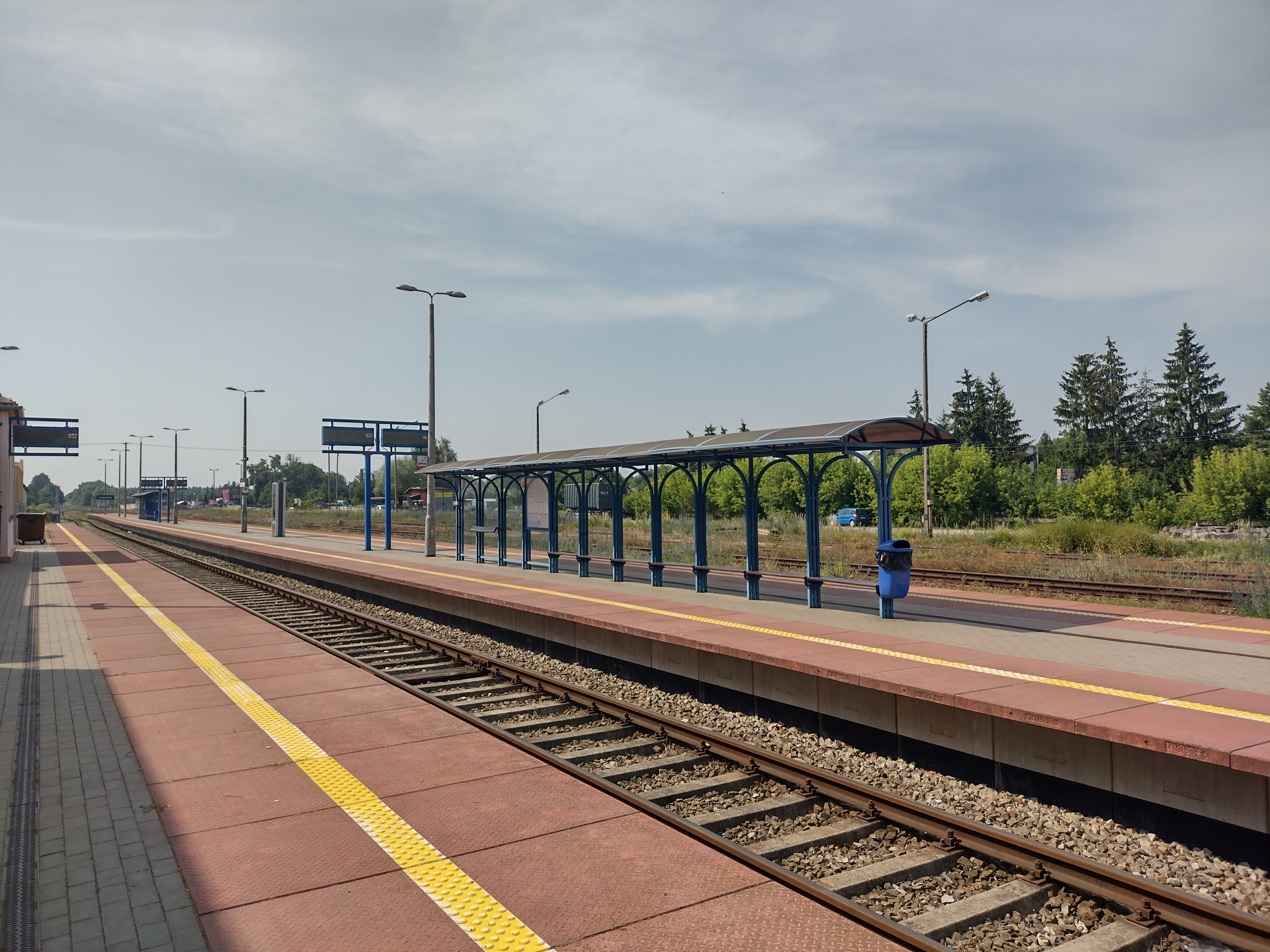
Stacja kolejowa Lubartów

W 2002 r. wybudowano jednojezdniową obwodnicę Lubartowa o długości 8,4 km, będącą częścią drogi krajowej nr 19. Omija ona miasto od południa i zachodu, wielokrotnie przecinając jego granice. Fragment DK19 między Lubartowem a Lublinem jest najbardziej obciążoną jednojezdniową drogą krajową w województwie lubelskim. Przez północną część miasta przebiega także droga wojewódzka nr 815 prowadząca od DK19 na północny wschód, do Parczewa i Wisznic.
W grudniu 2024 roku rozpoczęła się budowa drogi ekspresowej S19 z Lubartowa do Lublina (w tym obwodnicy Lubartowa) jako fragment trasy Via Carpatia. Na obwodnicy powstaną dwa węzły – Lubartów Północ na skrzyżowaniu z drogą wojewódzką nr 815 (ulicą Kleeberga) i Lubartów Zachód na skrzyżowaniu z ulicą Nowodworską. Oddanie drogi do użytku jest planowane na koniec 2027 roku.
W styczniu 2022 w Lubartowie zaczęła funkcjonować jednoliniowa komunikacja miejska. Linia liczy 26 przystanków, ma długość 17 km. We wrześniu 2022 uruchomiono drugą, krótszą linię biegnącą wzdłuż osi północ-południe. 
Przez Lubartów przebiega linia kolejowa nr 30 (Łuków – Lublin) ze stacją w Lubartowie i przystankami Lubartów Lipowa oraz Lubartów Słowackiego. Wraz z modernizacją z linii kolejowej na odcinku Lublin Północny – Lubartów ze środków Regionalnego Programu Operacyjnego, od 2 kwietnia 2013 roku po 12 latach przerwy wróciły pociągi osobowe w postaci szynobusów.
We wsi Niedźwiada położonej 10 km od Lubartowa w pierwszej dekadzie XXI wieku planowano budowę portu lotniczego obsługującego Lublin. Miasto Lubartów było trzecim największym (z 25 samorządów) akcjonariuszem spółki Międzynarodowy Port Lotniczy Lublin Niedźwiada S.A. Ostatecznie lotnisko powstało w Świdniku, 38 kilometrów od Lubartowa.

## Zabytki

### Pałac Sanguszków
Zespół pałacu Sanguszków obejmuje murowany pałac z XVIII w., bramę pałacową, park i staw za pałacem oraz pozostałości mostu. Posiadłość została założona ok. połowy wieku XVI w. przez Piotra Firleja, i miała ona wtedy profil obronny. Obecny pałac w stylu barokowym zbudowano w drugiej połowie XVII w. W 1693 roku Tylman z Gameren sporządził projekt przebudowy zamku dla marszałka wielkiego koronnego Józefa Karola Lubomirskiego, ale nie wiadomo, czy został on w pełni zrealizowany. W roku 1705 podczas wojny północnej pałac został częściowo zniszczony. Odbudowany z funduszy księcia Pawła Karola Sanguszki, według projektu Pawła Antoniego Fontany zyskał m.in. portyk i trzecią kondygnację. Poza tym wyposażono wnętrza, dobudowano ogrodzenie oraz uporządkowano wystrój parku za pałacem. Potem rezydencja wielokrotnie zmieniała właścicieli. Był on pod administracją Banku Polskiego w XIX wieku, jak również pełnił funkcję szpitala wojskowego. W 1925 roku pałac kupiło Zgromadzenie Zakonne Braci Kresowych. Rok 1933 nie zapisał się dobrze w historii tego zabytku – pożar, który wybuchł w rezydencji zniszczył dach i wnętrza pałacowe. Zarząd Miejski wykupił ruinę wraz z ogrodem w latach 1935–1938. Odbudowa i remont generalny miał miejsce już po II wojnie światowej, w latach 1950–1970. Obecnie pełni funkcję siedziby Starostwa Powiatowego w Lubartowie.
Galeria

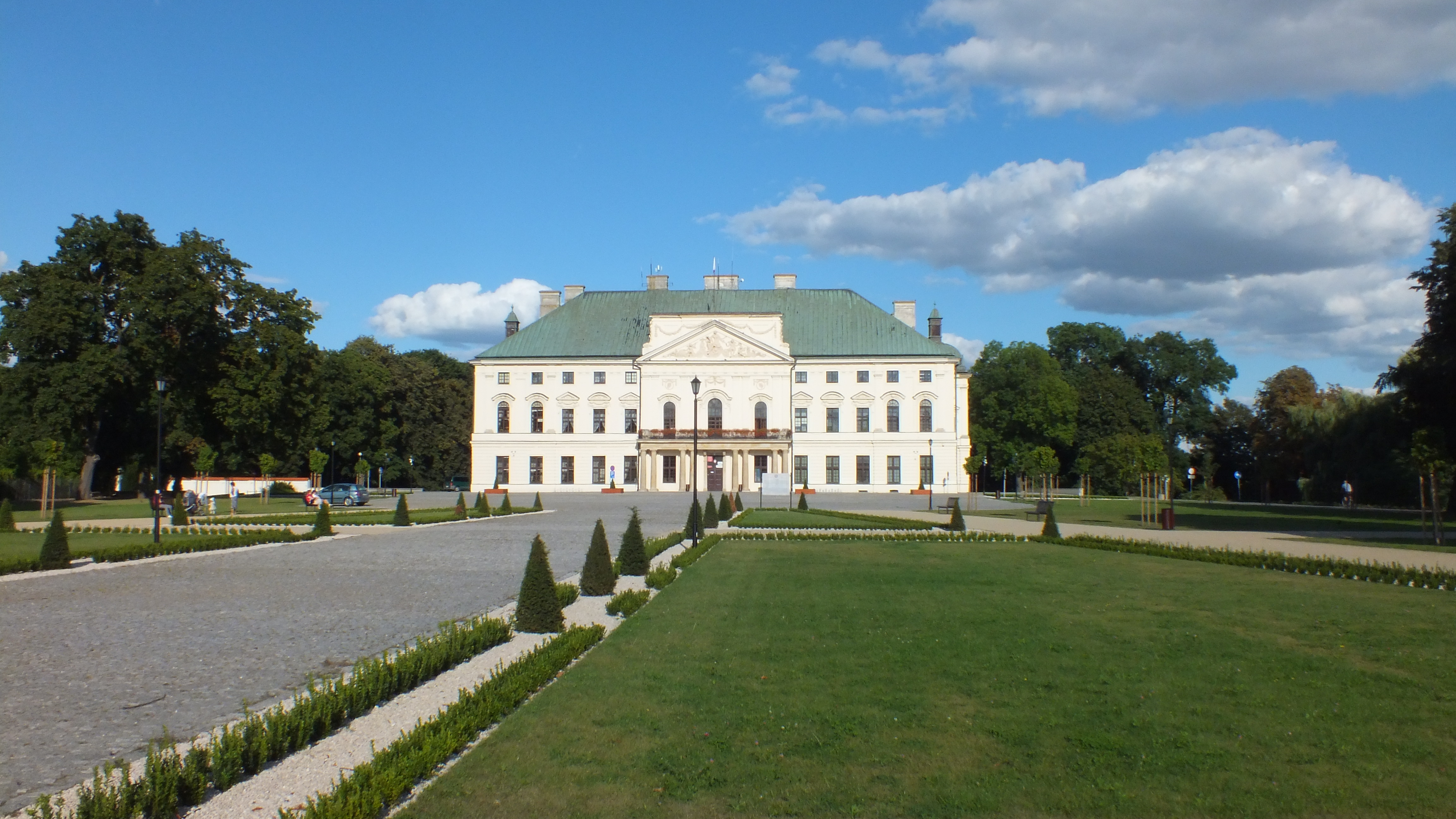
Pałac Sanguszków z XVIII w.
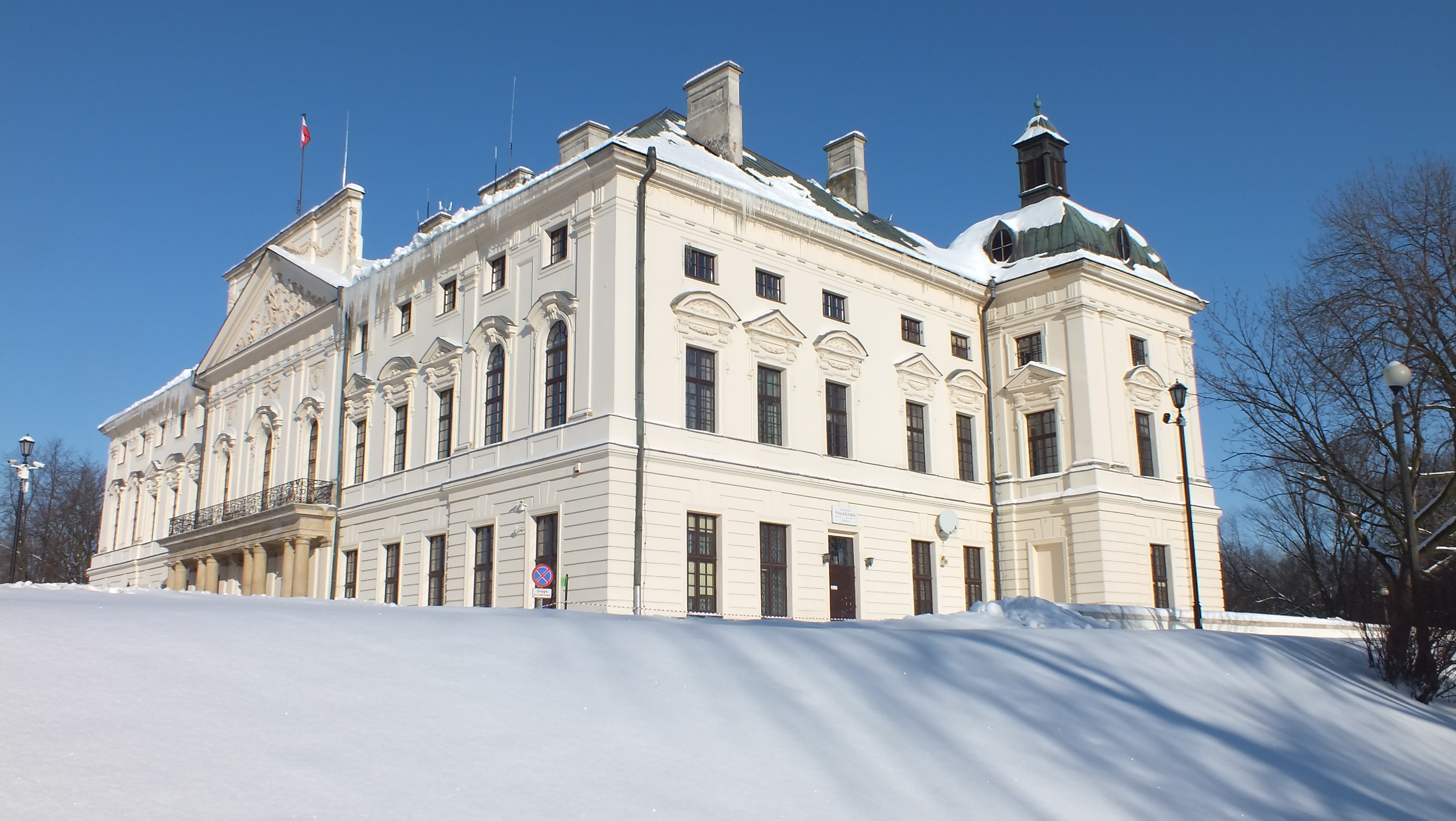
Pałac Sanguszków w zimie
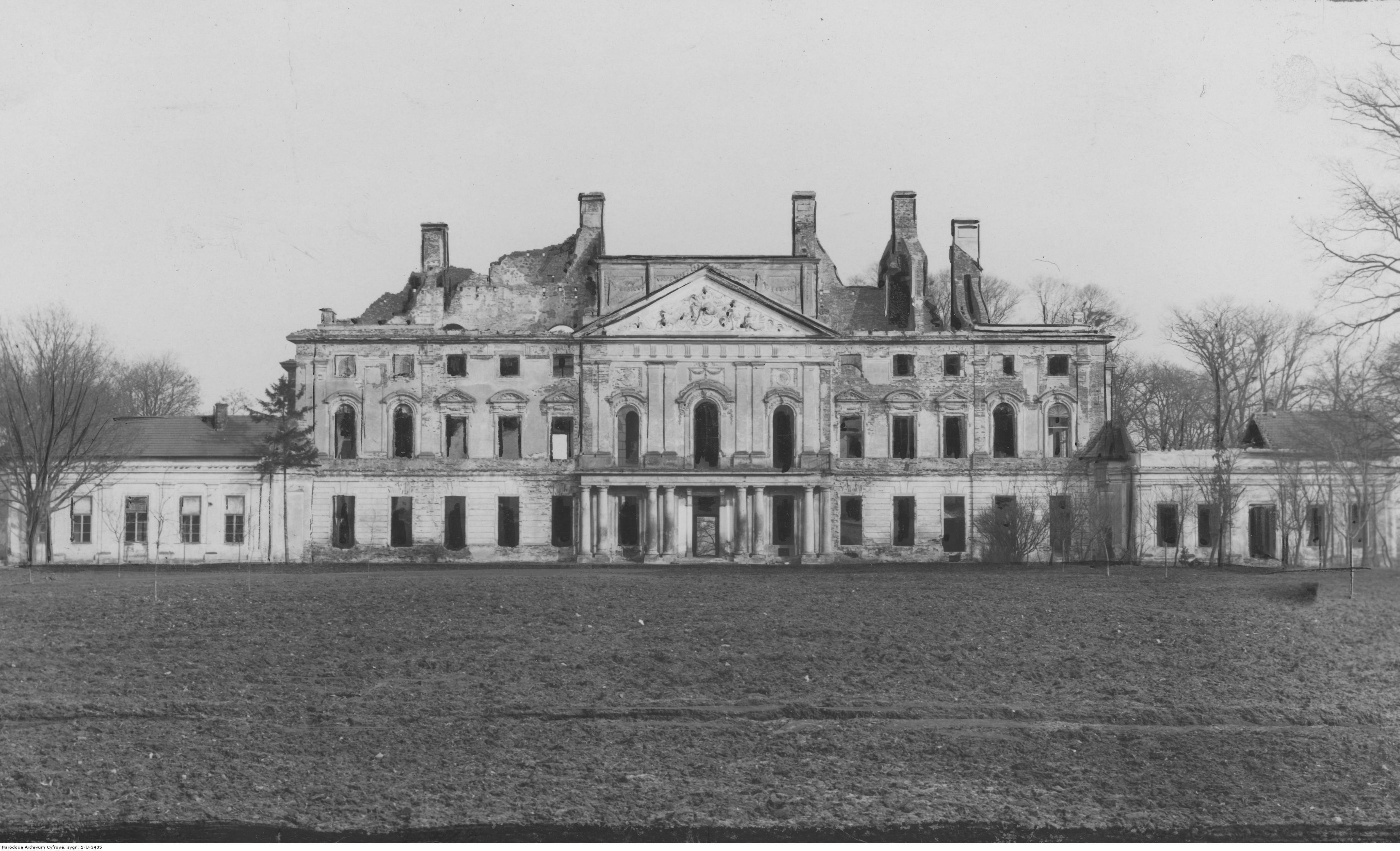
Pałac Sanguszków w latach 1933–1938
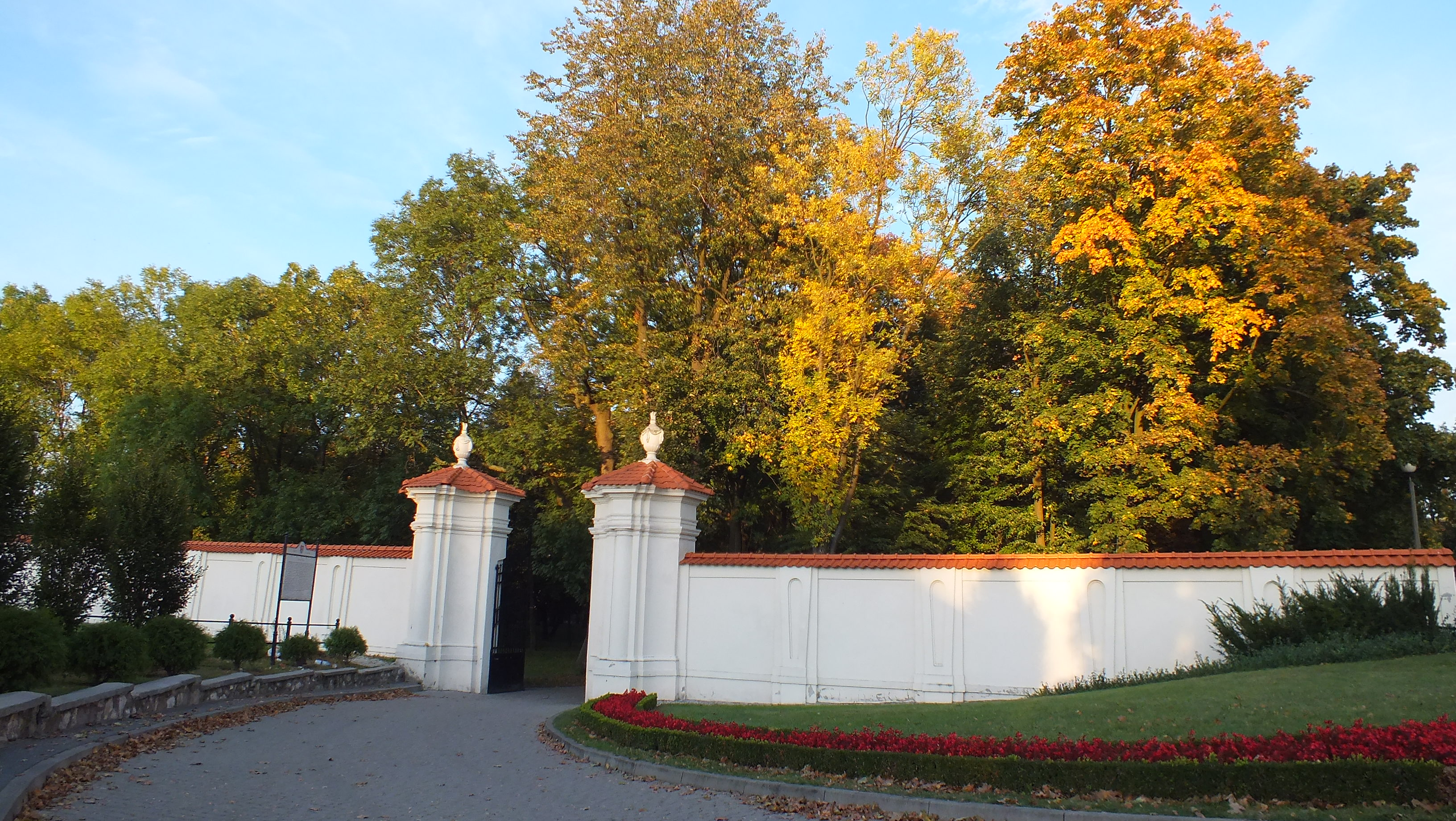
Brama ogrodowa z XVIII, Pałac Sanguszków
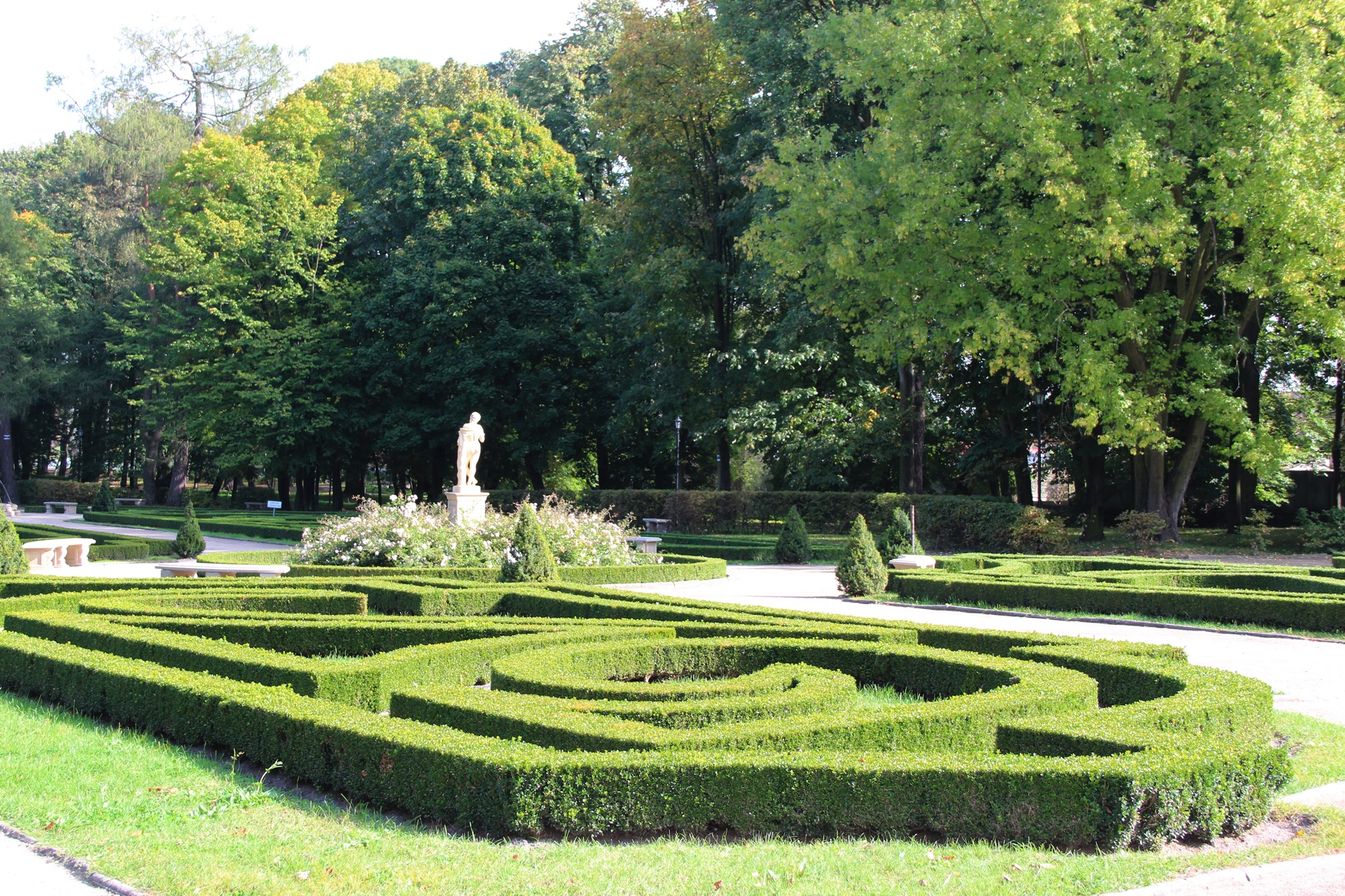
Park za pałacem
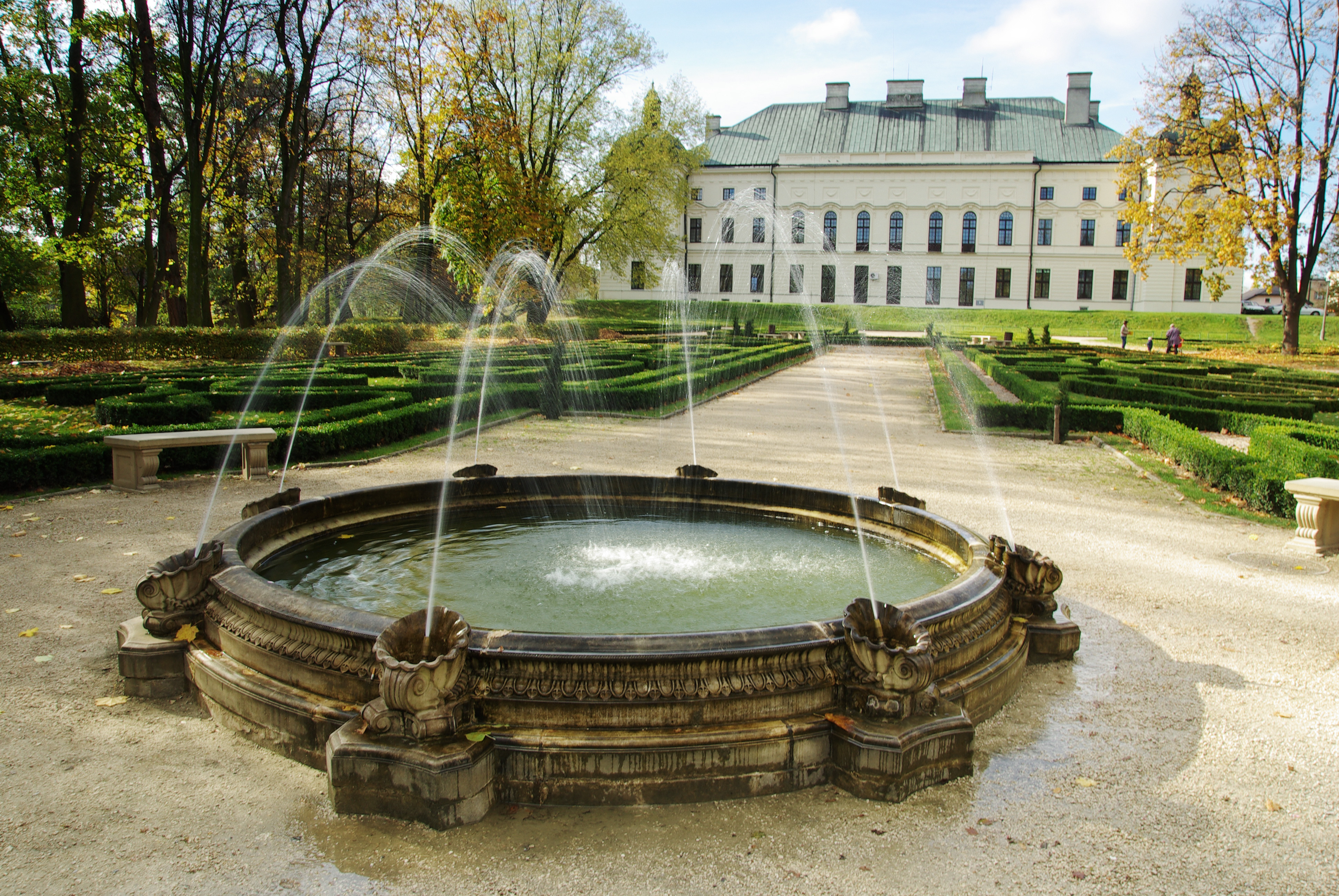
Pałac Sanguszków, widok od strony parku
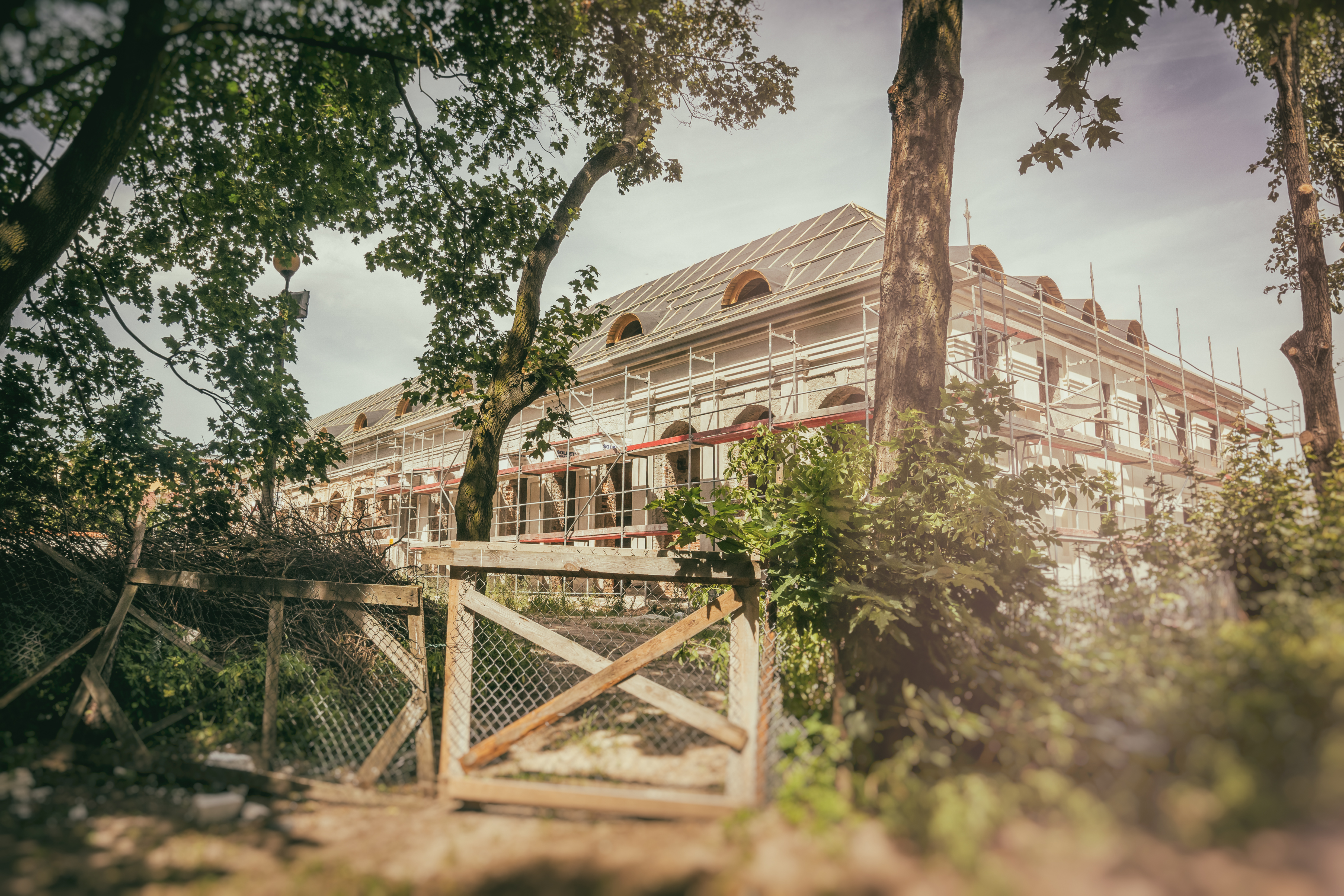
Przypałacowa oranżeria Sanguszków z początku XVIII w., widok od strony parku

### Bazylika św. Anny
Bazylika pw. św. Anny – budowana w latach 1733–1738, projektu Pawła Antoniego Fontany. Barokowa, murowana, dwuwieżowa, ufundowana przez Pawła Sanguszkę. Budowniczym Fary Lubartowskiej był Tomasz Rezler. Konsekracji świątyni dokonał biskup żmudzki Michał Karp w 1738 roku. Kościół był wielokrotnie odnawiany, w szczególności zaś, po pożarze z 1792 roku, kiedy to częściowo spłonłą. Fronton kościoła ozdabiają dwie wieże, które zwieńczone są hełmami oraz elewacja zdobiona pilastrami i gzymsami. Portal wejściowy, który jest wsparty na dwóch kolumnach jest wykonany z czarnego marmuru. Liczne zaokrąglenia, filary i witraże wzbogacają wnętrze grą światła. Ośmioboczna nawa środkowa, nakryta załamanym dachem w późnobarokowej bryle świątyni. Na ową nawę otwierają się arkady naw bocznych, których przęsła są połączone oryginalnymi górnymi prześwitami. W prawej nawie znajduje się epitafium z sercami fundatora (Pawła K. Sanguszki) i jego żony – Barbary z Duninów Sanguszkowej.
Galeria

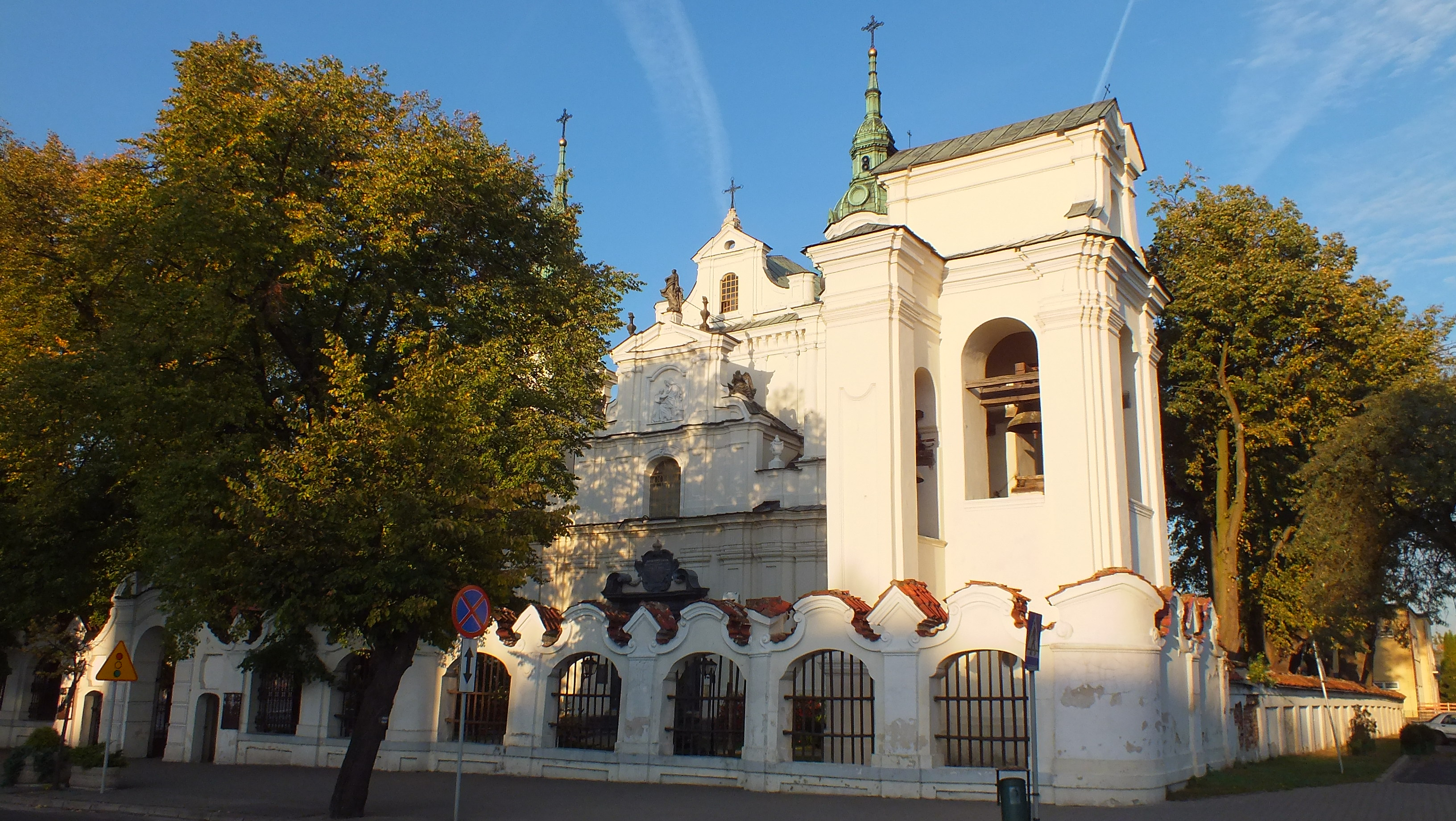
Bazylika pw. św. Anny, widok od strony ulicy
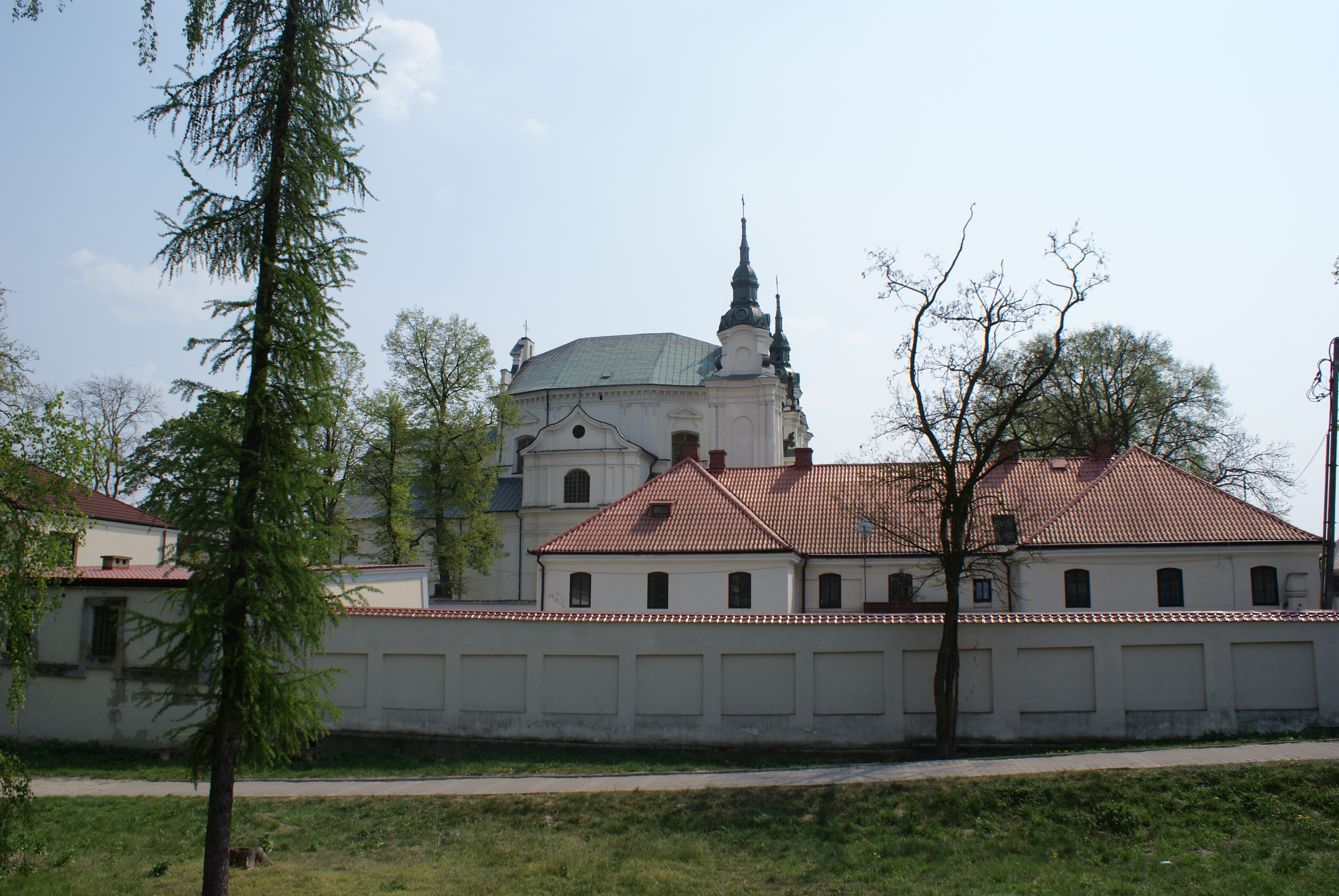
Bazylika pw. św. Anny, widok od strony parku
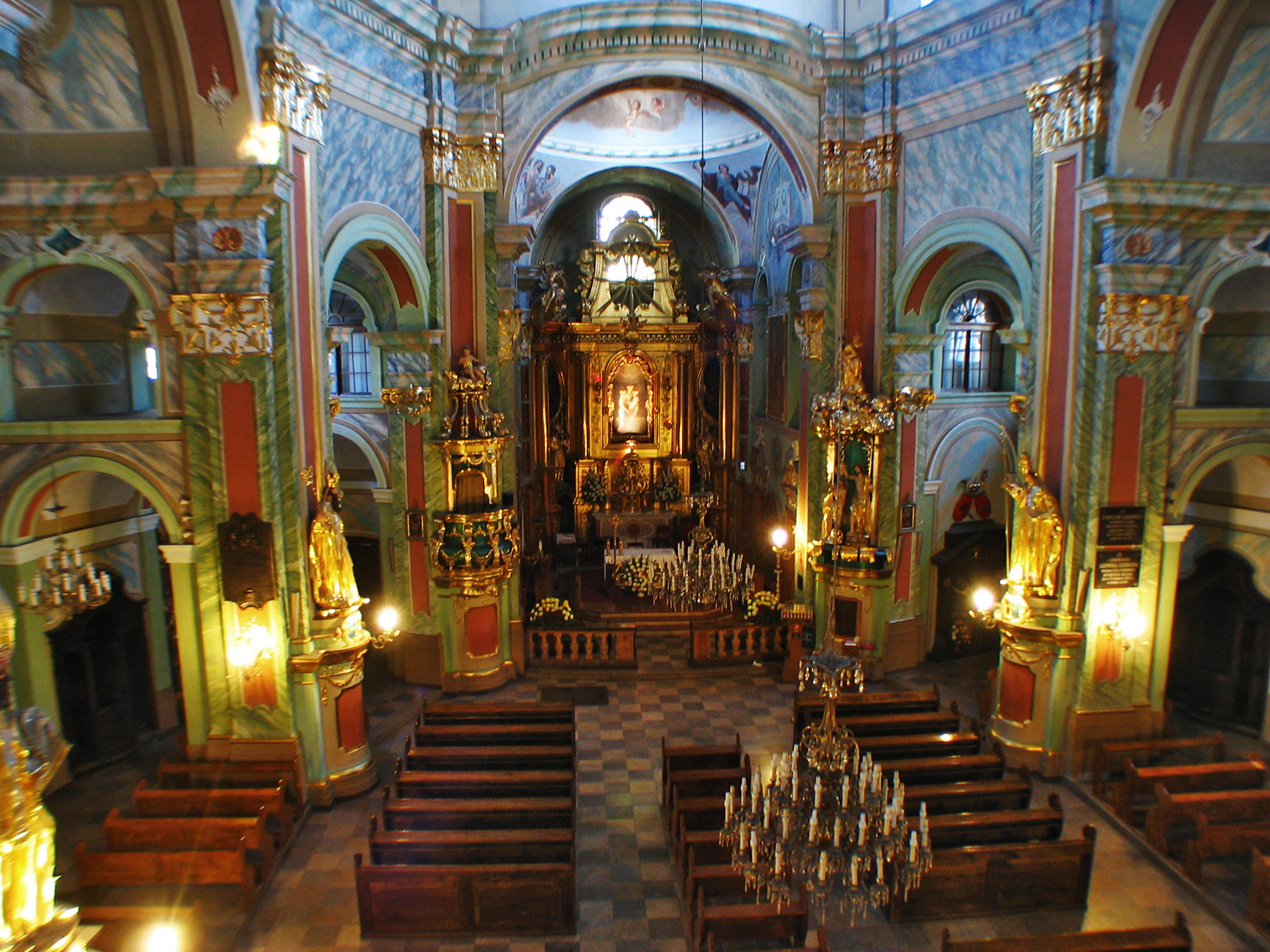
Wnętrze Bazyliki pw. św. Anny.
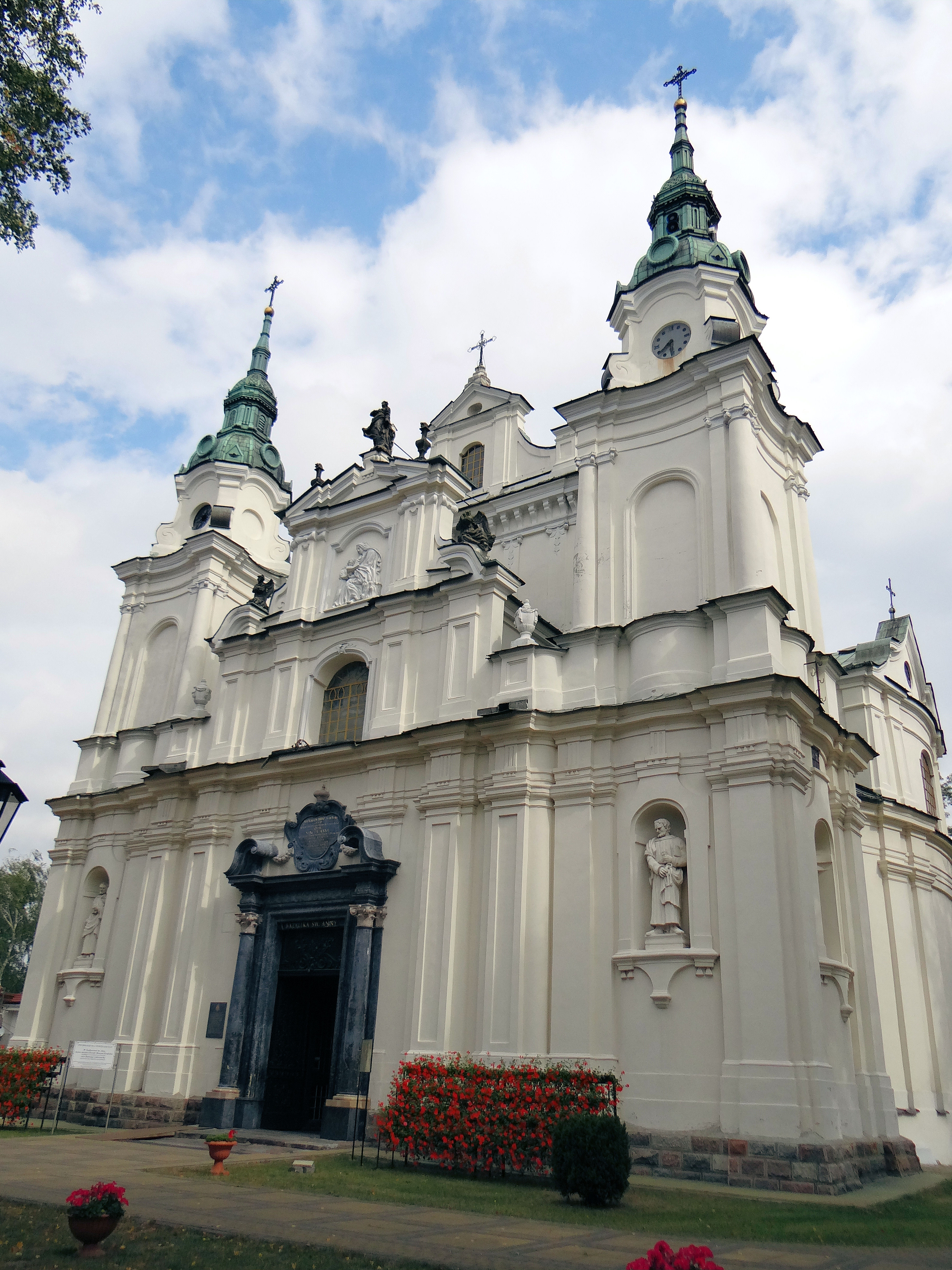
Bazylika pw. św. Anny, fronton
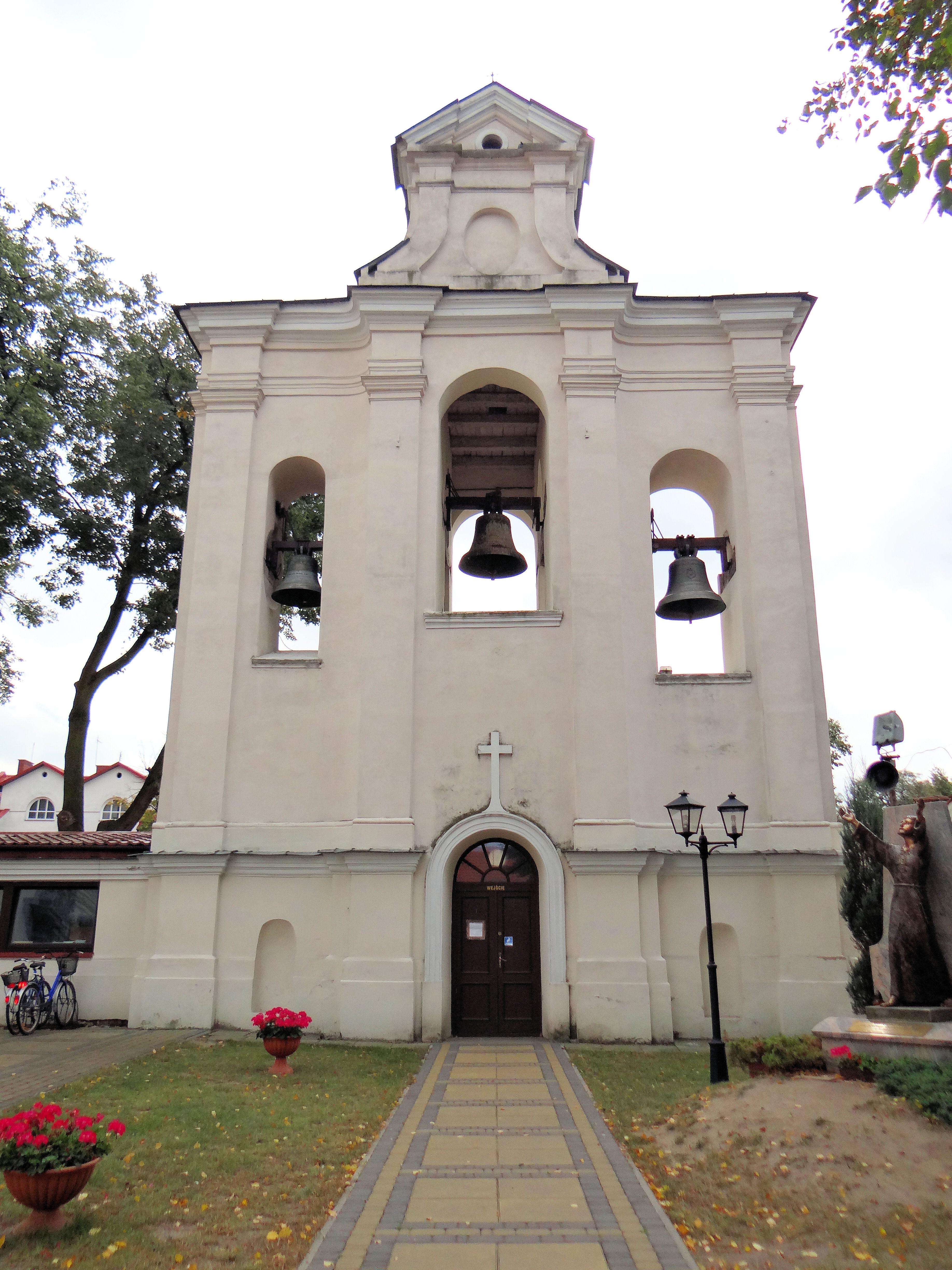
Bazylika pw. św. Anny, dzwonnica z poł. XVIII w.

### Klasztor oo. Kapucynów
Klasztor oo. Kapucynów z lat 1737–1741. Obejmuje: kościół pw. św. Wawrzyńca, klasztor oraz ogród. Kościół został ufundowany przez Pawła Karola Sanguszkę i Mikołaja Krzyneckiego z Urzędowa. Zaprojektowany przez Pawła Antoniego Fontanę, konsekrowany w 1741 roku otrzymał wezwanie św. Wawrzyńca.
Jest to budowla jednonawowa, barokowa, oszczędna w bryle i dekoracjach (zgodnie z regułami zakonu kapucynów). Charakterystyczna jest elewacja kościoła, która nawiązuje do głównego kościoła tego zakonu, znajdującego się w Rzymie. Ozdobą wnętrza kościoła są osiemnastowieczne płótna ołtarzowe, autorstwa Szymona Czechowicza. Wśród nich obraz „Męczeństwo św. Wawrzyńca” w ołtarzu głównym. Do kościoła pw. św. Wawrzyńca przylega wybudowany w tym samym czasie klasztor, który przeszedł wiele modernizacji i jest otoczony murem obronnym. W 1831 roku, a więc podczas powstania listopadowego mur ten stanowił punkt oporu podczas walk gen. Wojciecha Chrzanowskiego z liczniejszymi siłami rosyjskimi gen. Kreutza. W 1864 roku, w ramach odwetu za poparcie przez zakonników powstania styczniowego, władze carskie podjęły uchwałę w sprawie kasaty klasztoru oo. Kapucynów, jednak w 1866 roku przebywało tutaj 12 braci zakonnych. W 1867 roku kościół przejęła archidiecezja lubelska, chociaż przez pewien okres obsługiwał go kapelan zakonny. Dopiero w 1938 roku powrócili tutaj kapucyni. Budynek mieszkalny został oddany tylko częściowo kapucynom – resztę pomieszczeń zajęły urzędy państwowe. W 1978 roku oddano cały klasztor.
Galeria

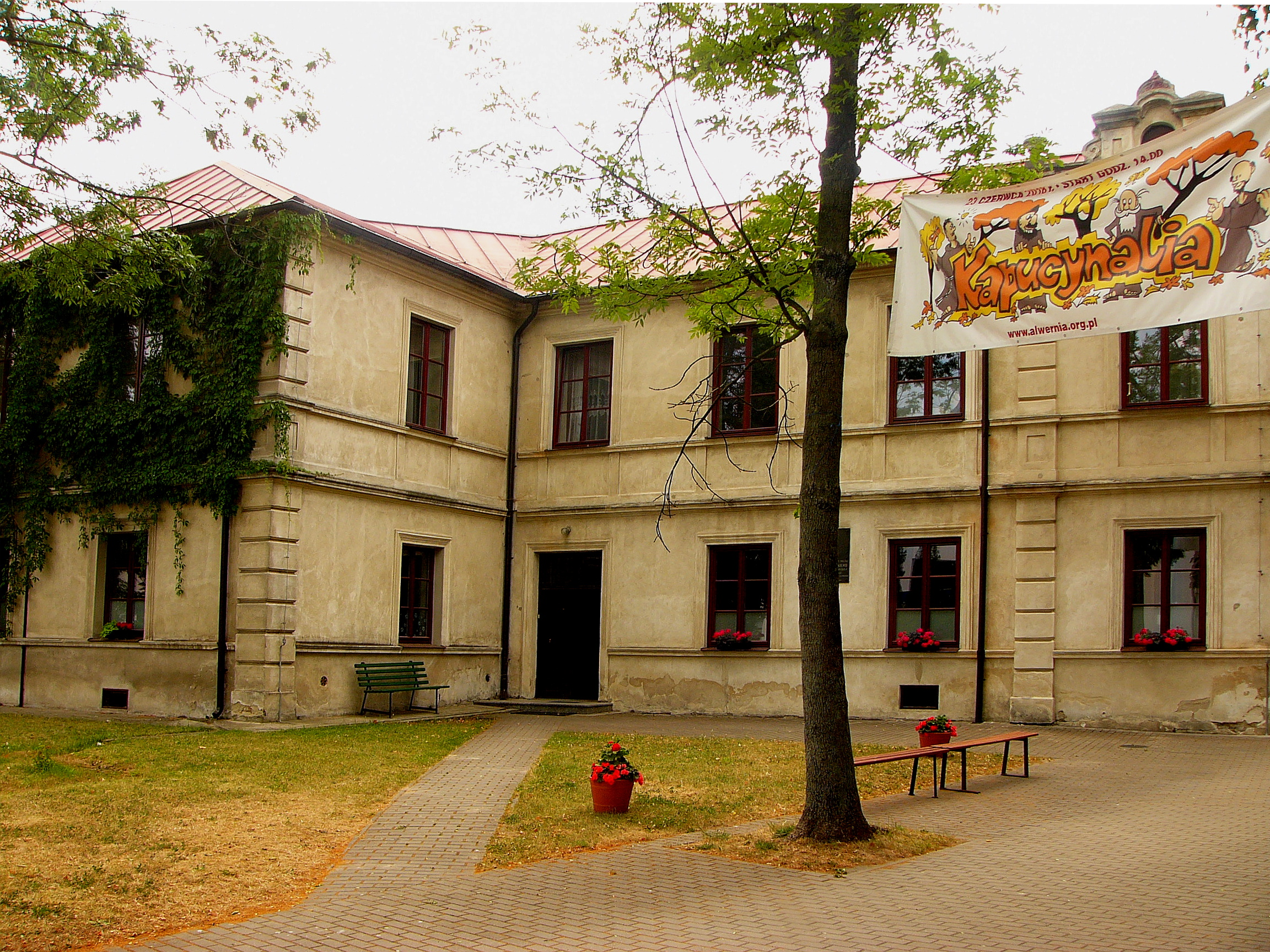
Klasztor kapucynów Lubartów
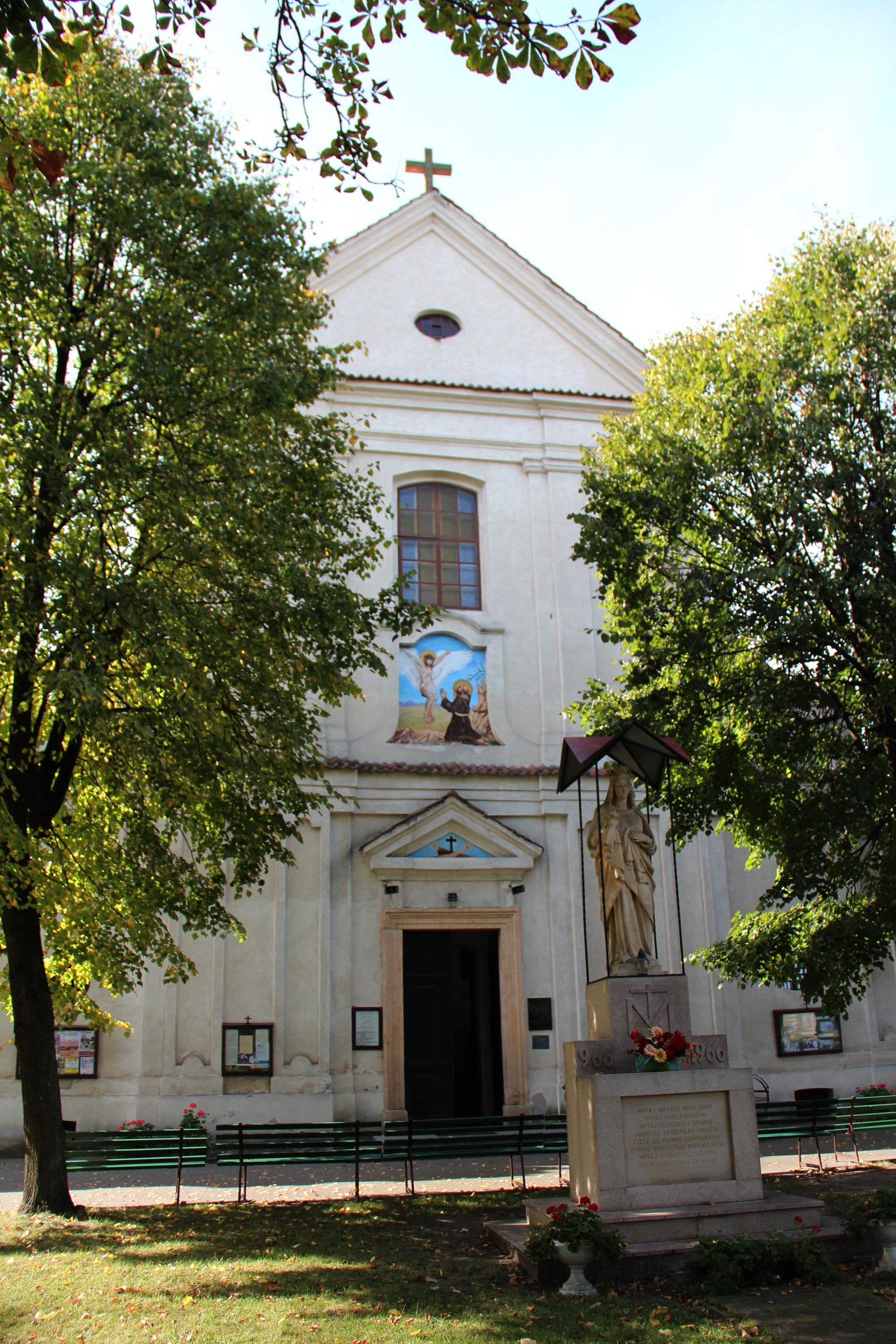
Kościół pw. św. Wawrzyńca, 1741, XIX
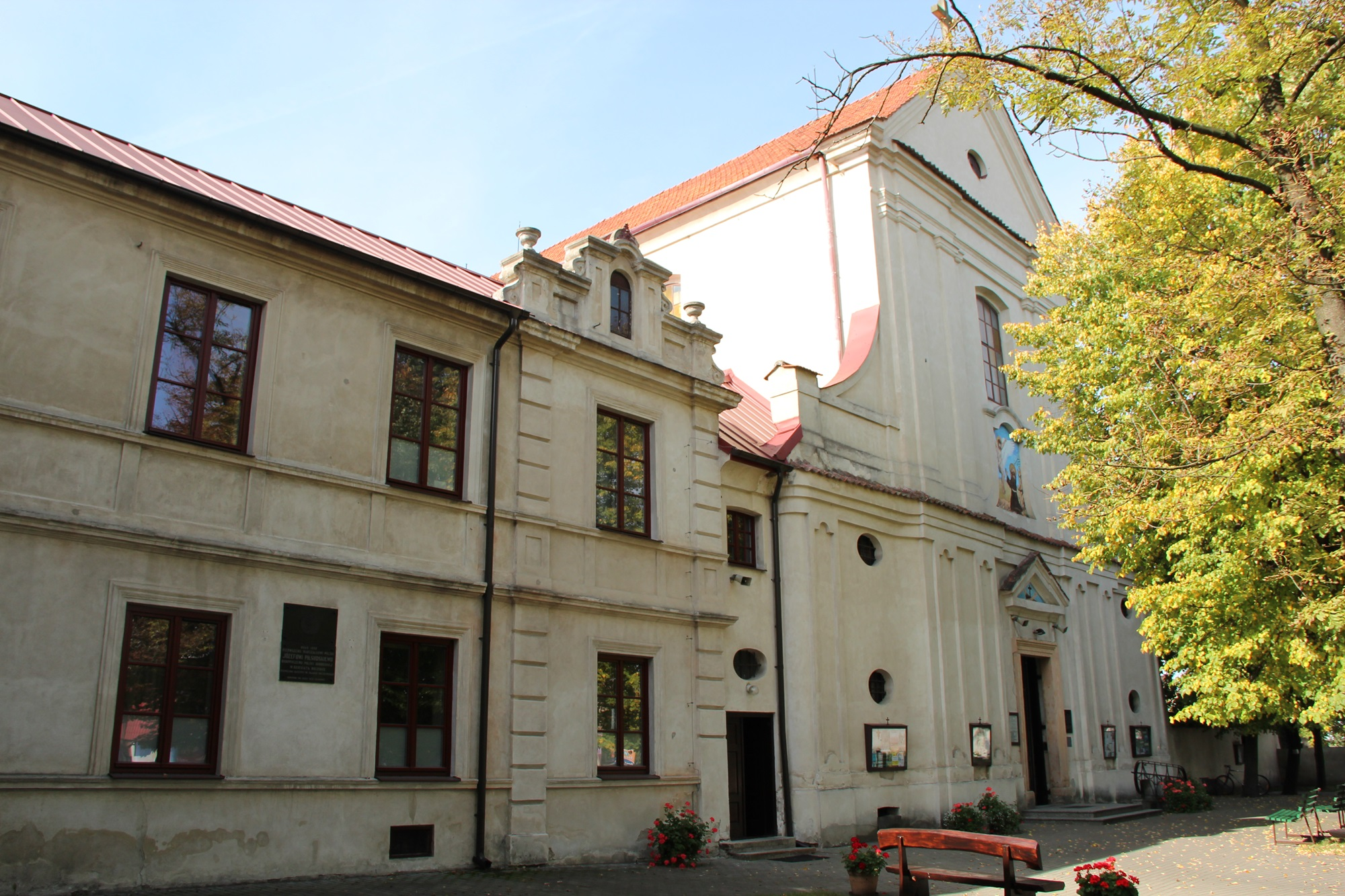
Klasztor oo. Kapucynów, Kościół pw. św. Wawrzyńca

### Inne
- kaplica cmentarna z pocz. XIX w.
- nowy cmentarz żydowski
- dworek Szaniawskiego z I poł. XIX w.
- budynek z XVIII–XIX w., ob. Bistro z cichej, Mykebab.
- dworek z XVIII–XIX w., ob. Muzeum Ziemi Lubartowskiej.
- dworzec kolejowy z XIX w.

W odległości 9 km od Lubartowa znajduje się kompleks pałacowy Zamoyskich w Kozłówce.

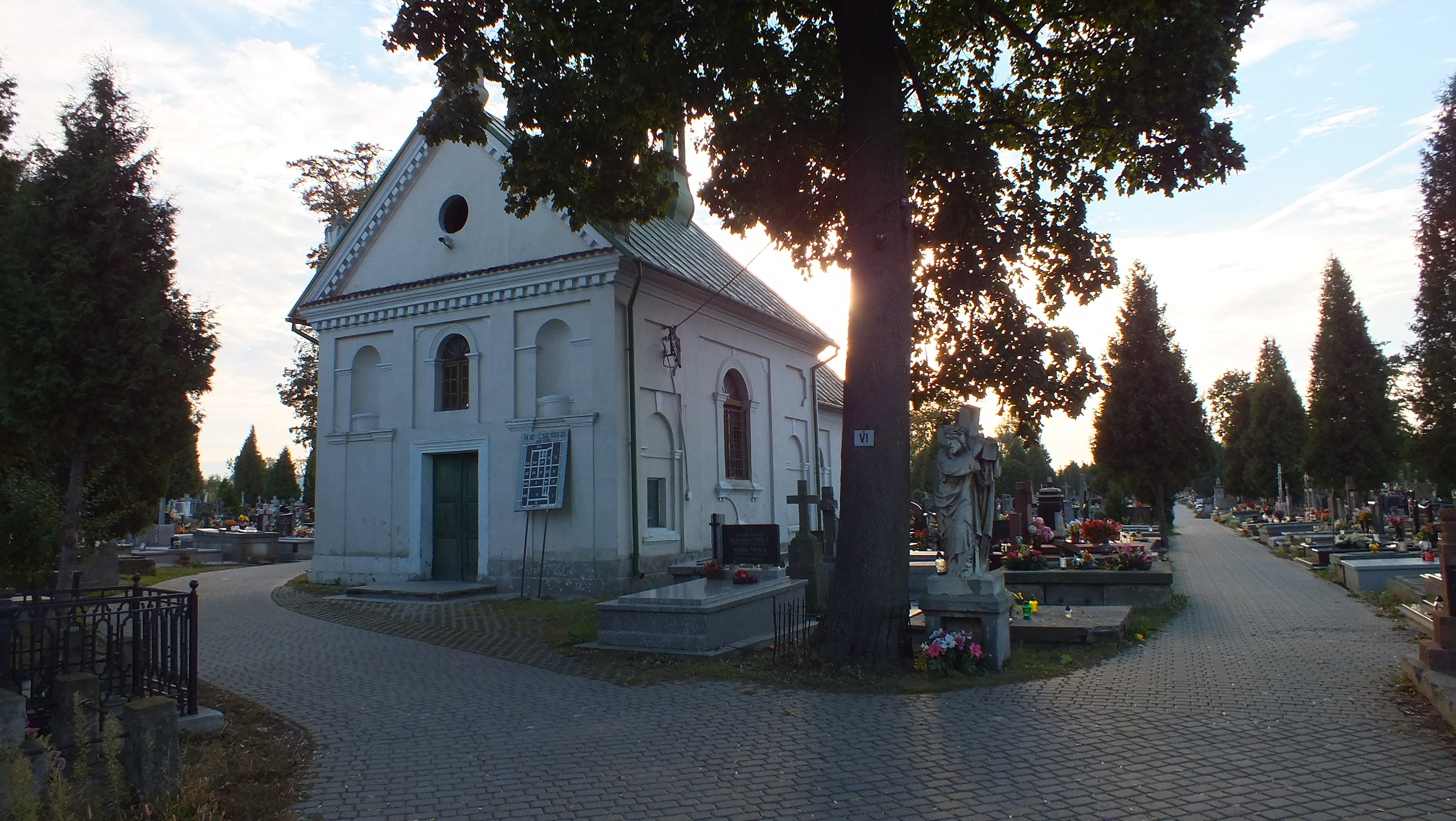
Kaplica cmentarna z pocz. XIX w, Lubartów.
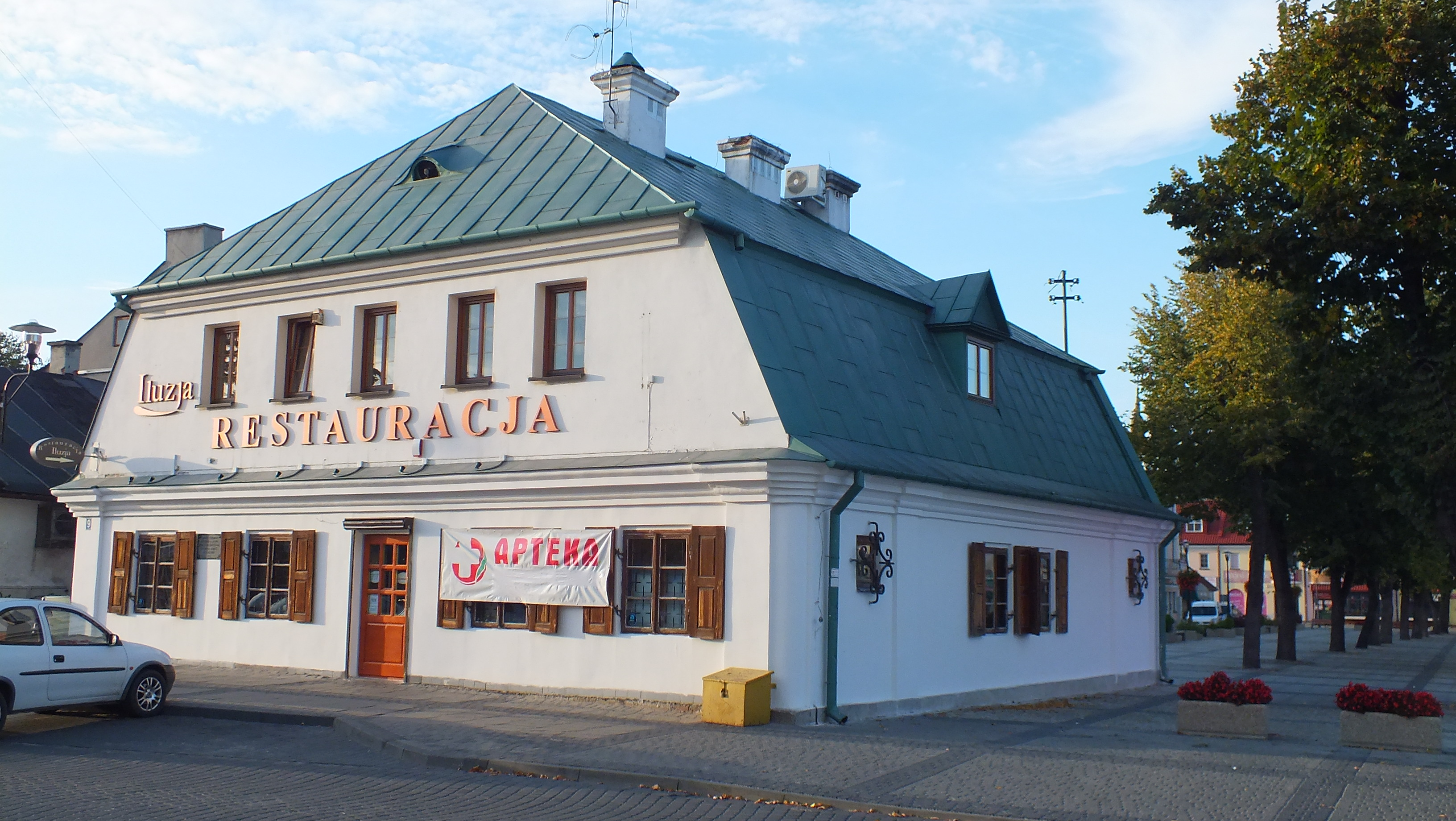
Budynek z XVIII–XIX w, ob. restauracja, apteka, Lubartów.
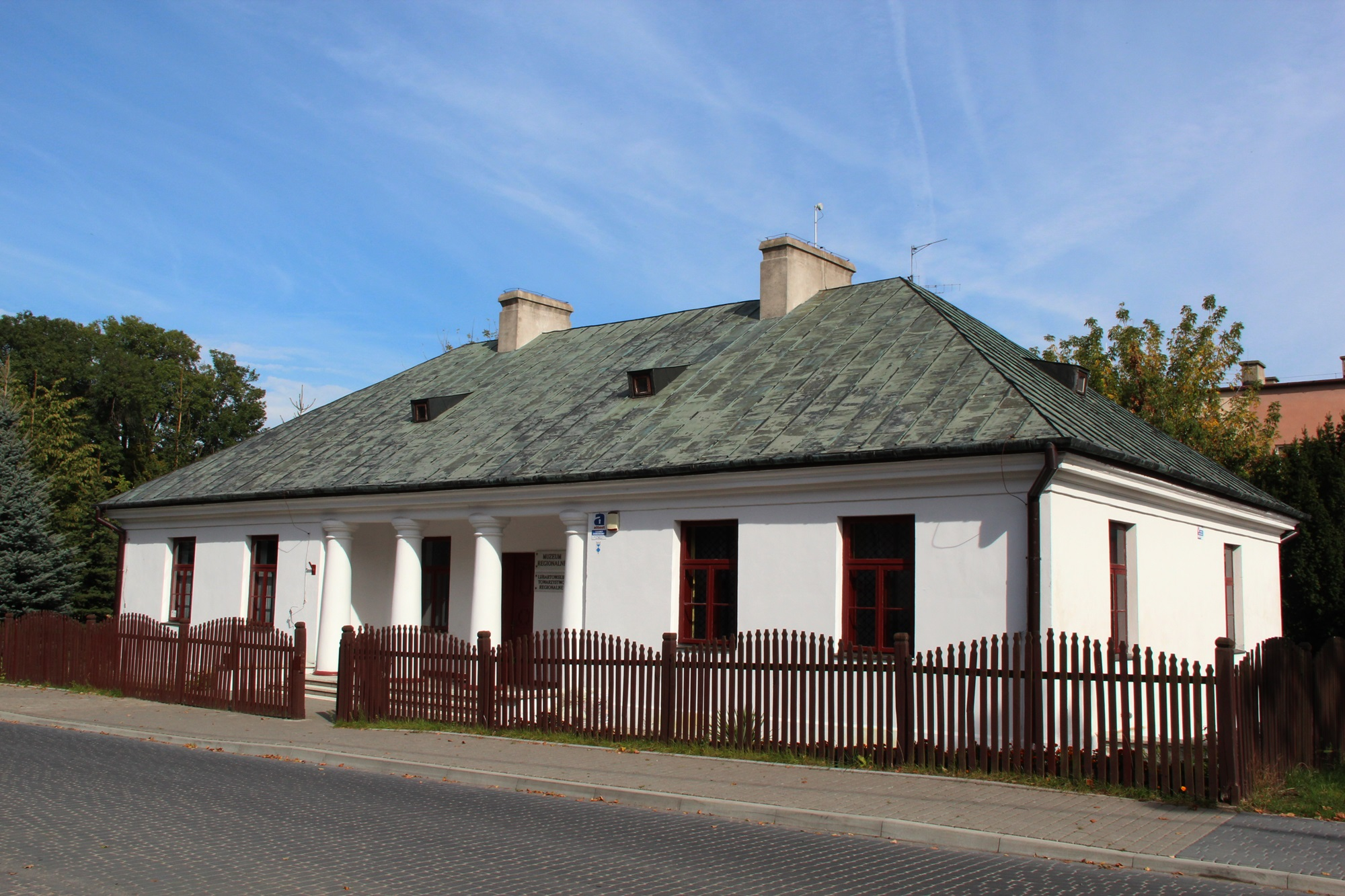
Dworek z XVIII–XIX w, ob. Muzeum Ziemi Lubartowskiej, Lubartów.
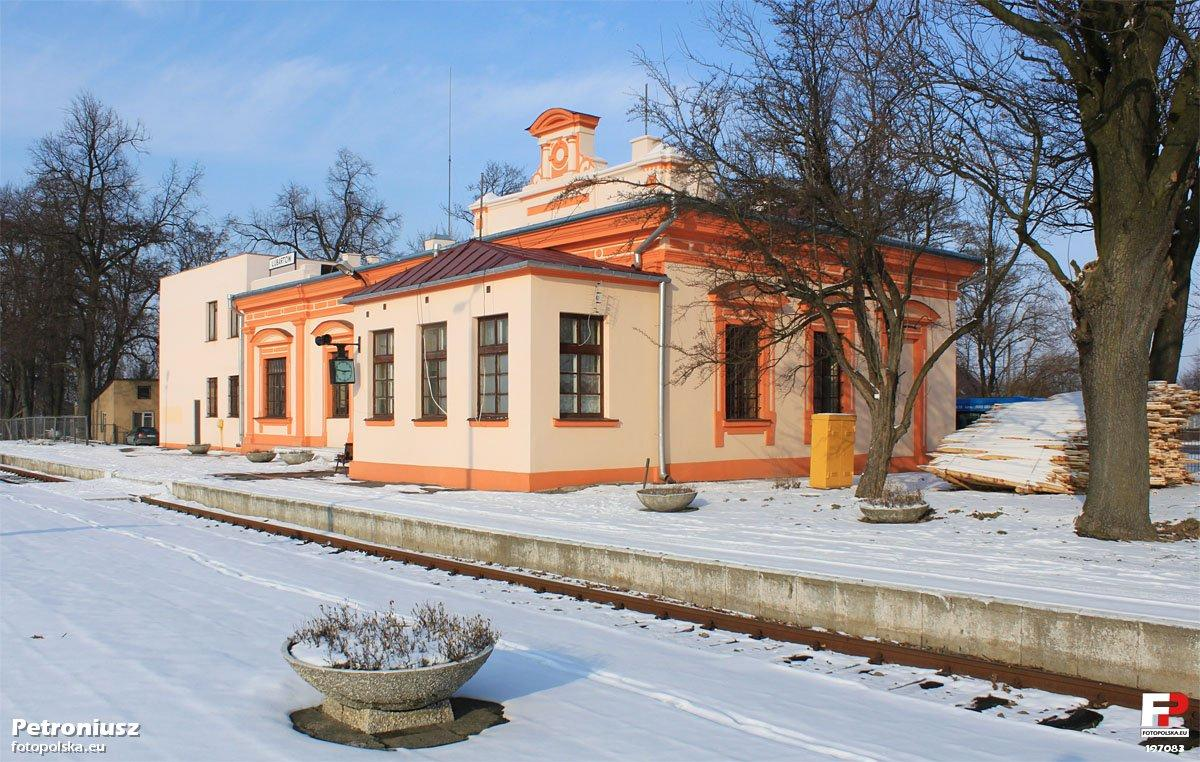
Dworzec kolejowy z XIX w, Lubartów.

## Kultura
W Lubartowie odbywają się co roku różne imprezy: Piknik Motocyklowy, Dni Lubartowa, Festiwal Śladami Singera, Kapucynalia, Święto Roweru, Annowanie i Rock Alert Festiwal. W mieście znajduje się Miejska Biblioteka Publiczna im. Adama Mickiewicza z dwiema filiami, Lubartowski Ośrodek Kultury zarządzający Kinem Lewart oraz Muzeum Kina Lewart, Powiatowy Młodzieżowy Dom Kultury, Muzeum Ziemi Lubartowskiej i Muzeum Parafialne przy Bazylice św. Anny.

## Media
Na terenie Lubartowa działają następujące media:
- Telewizja Kanał S[79]
- Życie Powiatu Lubartowskiego[80]
- Lubartowiak[81]
- Wspólnota Lubartowska[82]
- Lubartów 24[83]

## Oświata i nauka
Na terenie Lubartowa działa kilka placówek edukacyjnych:
- Szkoła Podstawowa nr 1 im. księdza Jana Twardowskiego[84]
- Szkoła Podstawowa nr 3 im. Piotra Firleja[85]
- Szkoła Podstawowa nr 4 im. Jana Pawła II[86]
- II Liceum Ogólnokształcące im. Piotra Firleja[87]
- Zespół Szkół im. Księcia Pawła Karola Sanguszki[88]
- Regionalne Centrum Edukacji Zawodowej[89]
- Szkoła Umiejętności[90]
- Społeczna Szkoła Muzyczna[91]
- Żłobek „Misie Tulisie”[92]

## Religia
Teren Lubartowa obejmują trzy parafie rzymskokatolickie. Najstarsza, parafia pw. św. Anny istnieje od XVI wieku. Należy do niej bazylika mniejsza św. Anny. 6 października 1988 roku wydzielono z niej parafię Matki Bożej Nieustającej Pomocy, obejmującą południową część miasta. Mieszkańcy północnej części miasta należą do parafii parafii Wniebowstąpienia Pańskiego w Lubartowie, której kościół wbrew nazwie znajduje się we wsi Lisów. Parafia Wniebowstąpienia Pańskiego została erygowana z parafii św. Anny 21 maja 1998. Wszystkie trzy parafie wchodzą w skład dekanatu Lubartów.
W mieście znajduje się zespół klasztorny złożony z kościoła św. Wawrzyńca i klasztoru kapucynów w Lubartowie wybudowany w latach 1737–1741. Klasztor został skasowany w 1867 r., kapucyni objęli go ponownie w 1938 r.
Kaplica szpitalna p.w. św. Antoniego Padewskiego przy szpitalu powiatowym w Lubartowie jest zarządzana przez parafię Matki Boskiej Nieustającej Pomocy. Do parafii św. Anny należy cmentarz parafialny, na którym znajduje się kaplica wybudowana w 1846 r.
W Lubartowie działa zbór Kościoła Zielonoświątkowego „Agape”. W miejscowości znajduje się też sala królestwa Świadków Jehowy.

## Sport
- Lewart Lubartów[110]
- MOSiR Lubartów[111]